# Sanyo PHC-28
Sanyo PHC-28 (PHC-28) је кућни рачунар фирме Санио (Sanyo) који је почео да се производи у Јапану током 1983?. године.
Користио је Z80A микропроцесорску јединицу а RAM меморија рачунара је имала капацитет од PHC-28 L: 64 kb. 
Као оперативни систем кориштен је MSX DOS.

## Детаљни подаци
Детаљнији подаци о рачунару PHC-28 су дати у табели испод.
|                       |                                                             |
| [ 1 ]                 |                                                             |
| Произвођач            | Санио                                                       |
| Тип                   | кућни рачунар                                               |
| Меморија              | PHC-28 L: 64                                                |
| Поријекло             | Јапан                                                       |
| Година                | 1983 ?                                                      |
| Тастатура             | квалитетна тастатура                                        |
| Процесор              |                                                             |
| Фреквенција процесора | 3,6                                                         |
| RAM                   | PHC-28 L: 64                                                |
| ROM                   | 32 BASIC/BIOS (MSX BASIC V1.0)                              |
| Текст                 | мод 0 : 40 x 24                                             |
| Графика               | мод 2 : 256 x 192 са 16 боја (Hires мод)                    |
| Боја                  | 16                                                          |
| Звук                  | General Instruments AY-3-8910 програмибилни генератор звука |
| Димензије             | непознато                                                   |
| Портови               |                                                             |
| Оперативни систем     |                                                             |